# Гойанес, Сильвия Наир
Сильвия Наир Гойанес (род. 1 апреля 1964, Буэнос-Айрес) — аргентинский исследователь и технолог . С 1999 года она была директором лаборатории полимеров и композиционных материалов в Университете Буэнос-Айреса, Аргентина, где сделала научную и технологическую карьеру в области физики материалов.

## Биография
Сильвия Гойанес окончила факультет физики факультета точных и естественных наук Университета Буэнос-Айреса в 1990 году.
В 1996 году она получила степень доктора физических наук, также в Университете Буэнос-Айреса. Заинтересовавшись работой в области материаловедения, она получила докторскую степень в Стране Басков под руководством Иньяки Мондрагона.
С 2003 года является профессором кафедры физики факультета точных и естественных наук УБА.
Гойанес работает научным сотрудником в Национальном совете научных и технических исследований Аргентины (CONICET). Она директор лаборатории полимеров и композиционных материалов УБА. Её работа сосредоточена на синтезе наночастиц и использовании наноструктур для создания композиционных материалов с полимерной матрицей. Эти исследования имеют приложения, представляющие высокий технологический и экологический интерес, и привели к получению нескольких национальных и международных патентов.
Работа лаборатории имеет три основных направления: одно из них сосредоточено на разработке биоразлагаемых и съедобных пленок (биопленок) на основе кукурузного и маниокового крахмала, представляющих интерес для пищевой промышленности.
Другое направление направлено на разработку материалов для фильтрации и обеззараживания воды от мышьяка; в частности, была разработана фотокаталитическая система с углеродными нанотрубками, активируемыми солнечным светом, которая позволяет удалять мышьяк из пресной воды, предназначенной для употребления человеком.
Третье направление направлено на разработку методов экологической реабилитации путём селективной утилизации углеводородов в случае разливов. Лаборатория разработала текстильные ткани для удаления нефтепродуктов с поверхностей, а также фильтры с мембранами из нановолокон для обеззараживания воды от летучих органических соединений.
Во время пандемии коронавируса Гойанес была соруководительницей проекта по разработке текстильных материалов с противовирусными свойствами с целью производства масок для лица социального назначения, способных инактивировать вирус за 5 минут. Эти маски в настоящее время продаются под торговой маркой Atom-Protect.
Что касается роли женщин в науке, Гойанес утверждает, что их заметность актуальна: «Что касается равенства в доступе, я думаю, что ещё многое предстоит сделать. В CONICET, например, пост президента занимает женщина, но если вы посмотрите на совет директоров, там гораздо больше мужчин. В высших категориях тоже не так много женщин. Не говоря уже о Нобелевских премиях. Есть исследования, которые говорят, что с пяти лет женщины чувствуют себя менее умными, чем мужчины, и это культурная особенность. Вот почему я думаю, что хорошей мерой было бы пойти в начальную и среднюю школу, чтобы показать ученицам, что заниматься наукой — это хорошо, потому что она позволяет вам смотреть на вещи по-другому».

## Награды
Гойанес получила множество наград, в том числе:
- Иберо-американская премия за инновации и предпринимательство 2010 за проект «Биоразлагаемые пленки. Продукт, разработанный на основе крахмала и наночастиц крахмала»
- Премия UBATEC 2016 за проект «Eco-Tendencia. Упаковка для более чистого мира».
- Награда INNOVAR 2017 в категории продукции и инновационного дизайна за проект «PAbs50: Впитывающие ткани для восстановления окружающей среды»[11].
- Премия L'Óreal-UNESCO Для женщин в науке 2018 года за работу, посвящённую созданию фильтров, которые способствуют снижению загрязнения воды[12].
- Премия сенатора Доминго Фаустино Сармьенто 2019 года в знак признания работы, направленной на улучшение жизни общества.
- Премия в области инженерии, присуждена Национальной академией точных, физических и естественных наук, 2020 год[13].
- Премия Ады Байрон для аргентинских женщин-технологов и учёных, 2020 год, за разработку противовирусных, бактерицидных и фунгицидных тканей[14].
- Платиновая награда Konex 2023 за работу в области инженерии в последнее десятилетие[15].